# Сидоров, Николай Павлович (художник)
Николай Павлович Сидоров (род. 20 сентября 1960 года) — советский и российский художник, заслуженный художник Российской Федерации (2011), академик Российской академии художеств (2013).

## Биография
Родился 20 сентября 1960 года.
В 2009 году — избран членом-корреспондентом, в 2013 году — избран академиком Российской академии художеств.
С 1989 году — член союза художников СССР, России.
В 1980 году — окончил Брянское художественное училище, затем — Московский государственный художественный институт имени В. И. Сурикова (мастерская портрета под руководством И. С. Глазунова).
Проректор по учебной работе Российской академии живописи, ваяния и зодчества Ильи Глазунова.
Работал художником-декоратором в фильме Глеба Панфилова по сценарию Александра Солженицына «В круге первом» (2004), получивший премию «ТЭФИ».
В 2014 году удостоен благодарности Правительства Российской Федерации за большой вклад в создание памятника П. А. Столыпину и многолетнюю творческую деятельность.

## Творческая деятельность
Основные произведения: работа над монументальными полотнами «Основание Брянска» и «20-е годы» для музея «Брянский лес» (1987 г.), участие в росписях Кафедрального собора г. Новосибирска (1988 г.), иконы и росписи для Свято-Успенского монастыря (г. Брянск) (1991-1995 гг.), росписи Казанского храма на Красной площади (1997-2000 гг.), картина «Христос Вседержитель» для Храма Христа Спасителя в Москве, росписи плафона клуба «Европа» г. Москва; эскизы для росписи храма Спаса Нерукотворного в поселке Клязьма Московской области, эскизы иконостаса Свято-Никольского храма г. Алексин Тульской области, эскизы иконостаса иконы храма в честь Владимирской Божьей Матери в Бутово г. Москва (2001-2003 гг.)
Произведения находятся в музеях и частных коллекциях России и за рубежом.